# Leichtathletik-Juniorenweltmeisterschaften 2006
Die 11. Leichtathletik-Juniorenweltmeisterschaften fanden vom 15. bis 20. August 2006 im Chaoyang-Sportzentrum in der chinesischen Hauptstadt Peking statt. Sie sind die weltweiten Wettkämpfe der besten Leichtathleten unter 20 Jahren.
Die Beteiligung war ein neuer Rekord, 1451 Athleten (aus 180 Nationen) nahmen an den 44 Wettbewerben teil (je 22 für Männer und für Frauen), wobei 69 Nationen die Endkämpfe erreichten und 44 Nationen Medaillen gewannen, 21 Länder teilten sich die Siege.
Zum deutschen Aufgebot des DLV gehörten 68 Sportlerinnen und Sportler und der U20/U23-Bundestrainer Dietmar Chounard. Für Österreich waren zwei Athletinnen am Start und der schweizerische Leichtathletik-Verband sendete acht Athleten nach Peking, unter der Leitung von Patrick Buchs.
Die Ausrichtung der Leichtathletik-Juniorenweltmeisterschaften 2006 galten für die Organisatoren auch als Test für die Olympischen Spiele 2008 in Peking, wo das Sportzentrum ebenfalls als Austragungsstätte diente.  Probleme bereiteten den Athleten die Kombination aus hohen Lufttemperaturen (30–35 °C), hoher Luftfeuchtigkeit (zwischen 80 und 90 Prozent) und hoher Smogbelastung. Auffällig viele Mannschaften hatten Probleme mit Magen-, Darmerkrankungen und Erkältungen. Dadurch waren viele Sportler geschwächt, nicht einsatzfähig oder zumindest vermindert leistungsfähig.

## Männer

### 100 m
| Platz | Athlet                 | Land | Zeit (s) |
| ----- | ---------------------- | ---- | -------- |
| 1     | Harry Aikines-Aryeetey | GBR  | 10,37 SB |
| 2     | Justyn Warner          | CAN  | 10,39    |
| 3     | Yohan Blake            | JAM  | 10,42    |
| 4     | Remaldo Rose           | JAM  | 10,43    |
| 5     | Liang Jiahong          | CHN  | 10,43    |
| 6     | Wade Bennett-Jackson   | GBR  | 10,45    |
| 7     | Keston Bledman         | TTO  | 10,47    |
| 8     | Obinna Metu            | NGR  | 10,50 PB |

16. August

### 200 m
| Platz | Athlet            | Land | Zeit (s)  |
| ----- | ----------------- | ---- | --------- |
| 1     | Marek Niit        | EST  | 20,96 NJR |
| 2     | Brian Barnett     | CAN  | 21,00     |
| 3     | Alexander Nelson  | GBR  | 21,14     |
| 4     | Ihor Bodrow       | UKR  | 21,17 PB  |
| 5     | Ramon Gittens     | BAR  | 21,25     |
| 6     | Franklin Nazareno | ECU  | 21,25     |
|       | Matteo Galvan     | ITA  | DSQ       |
|       | Dmytro Ostrowskyy | UKR  | DSQ       |

18. August

### 400 m
| Platz | Athlet             | Land | Zeit (s) |
| ----- | ------------------ | ---- | -------- |
| 1     | Renny Quow         | TRI  | 45,74 PB |
| 2     | Justin Oliver      | USA  | 45,78 PB |
| 3     | Martyn Rooney      | GBR  | 45,87    |
| 4     | Jonathan Borlée    | BEL  | 46,06 PB |
| 5     | Edino Steele       | JAM  | 46,42    |
| 6     | Allodin Fothergill | JAM  | 46,68    |
| 7     | Yūzō Kanemaru      | JPN  | 46,70    |
| 8     | Andrew Dargie      | CAN  | 46,87    |

17. August

### 800 m
| Platz | Athlet                | Land | Zeit (min) |
| ----- | --------------------- | ---- | ---------- |
| 1     | David Lekuta Rudisha  | KEN  | 1:47,40    |
| 2     | Jackson Mumbwa Kivuva | KEN  | 1:47,64    |
| 3     | Abraham Chepkirwok    | UGA  | 1:47,79    |
| 4     | Marcin Lewandowski    | POL  | 1:48,25    |
| 5     | Rabii Doukkana        | MAR  | 1:48,39    |
| 6     | Abubaker Kaki         | SUD  | 1:48,46    |
| 7     | Belal Mansoor Ali     | BHR  | 1:49,09    |
| 8     | Andy González         | CUB  | 1:53,61    |

18. August

### 1500 m
| Platz | Athlet                 | Land | Zeit (min)  |
| ----- | ---------------------- | ---- | ----------- |
| 1     | Remmy Limo Ndiwa       | KEN  | 3:40,44 SB  |
| 2     | Abdalaati Iguider      | MAR  | 3:40,73     |
| 3     | Belal Mansoor Ali      | BRN  | 3:41,36     |
| 4     | Geoffrey Kipkoech Rono | KEN  | 3:41,68     |
| 5     | Tsegai Tewelde         | ERI  | 3:42,10 NJR |
| 6     | Fouad el-Kaam          | MAR  | 3:42,59     |
| 7     | Álvaro Rodríguez       | ESP  | 3:42,71     |
| 8     | Abdelghani Bensaadi    | ALG  | 3:44,67     |

17. August

### 5000 m
| Platz | Athlet               | Land | Zeit (min)  |
| ----- | -------------------- | ---- | ----------- |
| 1     | Tariku Bekele        | ETH  | 13:31,34    |
| 2     | Abreham Cherkos      | ETH  | 13:35,95    |
| 3     | Joseph Ebuya         | KEN  | 13:42,93    |
| 4     | Mang'ata Kimai Ndiwa | KEN  | 13:44,03    |
| 5     | Aadam Ismaeel Khamis | BHR  | 13:51,44    |
| 6     | Kidane Tadasse       | ERI  | 13:51,60 PB |
| 7     | Tonny Wamulwa        | ZAM  | 14:00,95    |
| 8     | Noureddine Smaïl     | FRA  | 14:06,86 PB |

20. August

### 10.000 m
| Platz | Athlet                | Land | Zeit (min)   |
| ----- | --------------------- | ---- | ------------ |
| 1     | Ibrahim Jeilan        | ETH  | 28:53,29     |
| 2     | Joseph Ebuya          | KEN  | 28:53,46 PB  |
| 3     | Aadam Ismaeel Khamis  | BRN  | 28:54,30 NJR |
| 4     | Samuel Tsegay         | ERI  | 28:58,09 NJR |
| 5     | Abraham Niyonkuru     | BDI  | 28:59,92 NJR |
| 6     | Meles Okbazgi         | ERI  | 29:01,38 PB  |
| 7     | Dereje Tadesse        | ETH  | 29:04,46     |
| 8     | Mohammed Abduh Bakhet | QAT  | 29:18,76 PB  |

16. August

### 10 km Gehen
| Platz | Athlet                     | Land | Zeit (min)  |
| ----- | -------------------------- | ---- | ----------- |
| 1     | Bo Xiangdong               | CHN  | 42:50,26    |
| 2     | Huang Zhengyu              | CHN  | 43:13,29 PB |
| 3     | Yūsuke Suzuki              | JPN  | 43:45,62    |
| 4     | Dsjanis Simanowitsch       | BLR  | 44:10,12    |
| 5     | Lluís Torlá                | ESP  | 44:12,56    |
| 6     | Hiroyuki Hirano            | JPN  | 44:18,91    |
| 7     | Herbert Alvacir de Almeida | BRA  | 44:23,22    |
| 8     | Matteo Giupponi            | ITA  | 44:33,97    |

19. August

### 110 m Hürden
| Platz | Athlet                  | Land | Zeit (s)  |
| ----- | ----------------------- | ---- | --------- |
| 1     | Artur Noga              | POL  | 13,23 CR  |
| 2     | Samuel Coco-Viloin      | FRA  | 13,35 NJR |
| 3     | Konstandinos Douvalidis | GRE  | 13,39 NJR |
| 4     | Wladimir Dschukow       | RUS  | 13,53 NJR |
| 5     | Wojciech Jurkowski      | POL  | 13,58     |
| 6     | Darius Reed             | USA  | 13,64     |
| 7     | Gianni Frankis          | GBR  | 13,71     |
| 8     | Hong Xiaofeng           | CHN  | 13,75     |

20. August
Hürdenhöhe: 99 cm

### 400 m Hürden
| Platz | Athlet                        | Land | Zeit (s)  |
| ----- | ----------------------------- | ---- | --------- |
| 1     | Chris Carter                  | USA  | 50,08     |
| 2     | Bandar Sharahili              | KSA  | 50,34 PB  |
| 3     | Stanislaw Melnikow            | UKR  | 50,43 PB  |
| 4     | Spirídon-Ioánnis Papadópoulos | GRE  | 50,70 PB  |
| 5     | Daniël Franken                | NED  | 51,08 NJR |
| 6     | Wiatscheslaw Sakaew           | RUS  | 51,13 PB  |
| 7     | Yu Zipei                      | CHN  | 51,17     |
| 8     | John Kituu Wambua             | KEN  | 51,76     |

18. August

### 3000 m Hindernis
| Platz | Athlet                    | Land | Zeit (min)  |
| ----- | ------------------------- | ---- | ----------- |
| 1     | Willy Rutto Komen         | KEN  | 8:14,00 CR  |
| 2     | Bisluke Kipkorir Kiplagat | KEN  | 8:18,11 PB  |
| 3     | Abdelghani Aït Bahmad     | MAR  | 8:20,05 NJR |
| 4     | Nahom Mesfin              | ETH  | 8:28,29     |
| 5     | Lin Xiangqian             | CHN  | 8:30,55     |
| 6     | Benjamin Kiplagat         | UGA  | 8:34,14 PB  |
| 7     | László Tóth               | HUN  | 8:40,93 PB  |
| 8     | Salem Saeed Malek         | QAT  | 8:43,60 PB  |

19. August
Ursprünglich lag Tareq Mubarak Taher aus Bahrain mit einer Zeit von 8:16,64 min auf dem 2. Platz. Bei einer Untersuchung durch die IAAF im Jahre 2007 wurde festgestellt, dass er zu alt war und wurde deswegen disqualifiziert.

### 4 × 100 m Staffel
| Platz | Land                   | Athleten                                                                 | Zeit (s)  |
| ----- | ---------------------- | ------------------------------------------------------------------------ | --------- |
| 1     | Jamaika                | Winston Barnes Remaldo Rose Cawayne Jervis Yohan Blake                   | 39,05 WJL |
| 2     | Vereinigte Staaten     | Evander Wells Gordon McKenzie Willie Perry Brandon Myers                 | 39,21 SB  |
| 3     | Vereinigtes Königreich | Rion Pierre Alexander Nelson Wade Bennett-Jackson Harry Aikines-Aryeetey | 39,24 SB  |
| 4     | Kanada                 | Justyn Warner Oluseyi Smith Andrew Dargie Bryan Barnett                  | 39,78     |
| 5     | Polen                  | Karol Kleina Jacek Roszko Jakub Lewandowicz Mateusz Pluta                | 39,98     |
| 6     | Russland               | Michail Idrisow Ramis Abdulkaderow Igor Schewzow Gleb Tkatschenko        | 40,03 PB  |
|       | Deutschland            | Georg Petzold Christian Blum Nils Müller Julian Reus                     | DNF       |
|       | Nigeria                | Ogho-Oghene Egwero Obinna Metu Ayokunle Odelusi Ahmed Akinlawon          | DNF       |

20. August

### 4 × 400 m Staffel
| Platz | Land                   | Athleten                                                                     | Zeit (min)  |
| ----- | ---------------------- | ---------------------------------------------------------------------------- | ----------- |
| 1     | Vereinigte Staaten     | Quentin Iglehart-Summers Justin Oliver Bryshon Nellum Chris Carter           | 3:03,76 WJL |
| 2     | Russland               | Maxim Dyldin Dmitri Burjak Wjatscheslaw Sakajew Anton Kokorin                | 3:05,13 NJR |
| 3     | Vereinigtes Königreich | Chris Clarke Grant Baker Kris Robertson Martyn Rooney                        | 3:05,49 SB  |
| 4     | Kenia                  | Silvester Kirwa Meli Julius Kirwa Jackson Mumbwa Kivuva David Lekuta Rudisha | 3:05,54 NJR |
| 5     | Belgien                | Jonathan Borlée Jens Panneel Arnaud Ghislain Kévin Borlée                    | 3:07,03     |
| 6     | Jamaika                | Allodin Fothergill Edino Steele Ramone McKenzie Tarik Edwards                | 3:08,28     |
| 7     | Polen                  | Marcin Kłaczański Krzysztof Tylkowski Piotr Adamcewicz Grzegorz Sobiński     | 3:09,19     |
| 8     | Japan                  | Mitsuhiro Abiko Yūsuke Ishitsuka Tetsuji Yamamoto Yūzō Kanemaru              | 3:16,61     |

20. August

### Hochsprung
| Platz | Athlet                  | Land | Höhe (m) |
| ----- | ----------------------- | ---- | -------- |
| 1     | Huang Haiqiang          | CHN  | 2,32 WJL |
| 2     | Niki Palli              | ISR  | 2,29     |
| 3     | Bohdan Bondarenko       | UKR  | 2,26 PB  |
| 4     | Sylwester Bednarek      | POL  | 2,23     |
| 5     | Raúl Spank              | GER  | 2,23 PB  |
| 6     | Dimítrios Chondrokoúkis | GRE  | 2,19     |
| 7     | Niko Kyyhkynen          | FIN  | 2,19 PB  |
| 8     | Joe Kindred             | USA  | 2,15     |

17. August

### Stabhochsprung
| Platz | Athlet              | Land | Höhe (m) |
| ----- | ------------------- | ---- | -------- |
| 1     | Germán Chiaraviglio | ARG  | 5,71 CR  |
| 2     | Yang Yansheng       | CHN  | 5,54 PB  |
| 3     | Leonid Kiwalow      | RUS  | 5,42     |
| 4     | Mateusz Didenkow    | POL  | 5,30     |
| 5     | Jan Kudlička        | CZE  | 5,30 PB  |
| 5     | Raphael Holzdeppe   | GER  | 5,30 PB  |
| 5     | Pawel Prokopenko    | RUS  | 5,30     |
| 8     | Łukasz Michalski    | POL  | 5,30 PB  |

19. August

### Weitsprung
| Platz | Athlet            | Land | Höhe (m) |
| ----- | ----------------- | ---- | -------- |
| 1     | Robert Crowther   | AUS  | 8,00 AJR |
| 2     | Antone Belt       | USA  | 7,95 PB  |
| 3     | Zhang Xiaoyi      | CHN  | 7,86     |
| 4     | Mohammad Arzandeh | IRI  | 7,67 NJR |
| 5     | Aaron Smith       | USA  | 7,61     |
| 6     | Keenan Watson     | RSA  | 7,55     |
| 7     | Hugo Chila        | ECU  | 7,51     |
| 8     | Anton Filatenkow  | RUS  | 7,48     |

16. August

### Dreisprung
| Platz | Athlet             | Land | Weite (m) |
| ----- | ------------------ | ---- | --------- |
| 1     | Benjamin Compaoré  | FRA  | 16,61 WJL |
| 2     | Hugo Chila         | ECU  | 16,49     |
| 3     | Zhong Minwei       | CHN  | 16,29     |
| 4     | Dsmitryj Platnizki | BLR  | 16,16     |
| 5     | Scheryf El-Scheryf | UKR  | 16,09 NJR |
| 6     | Hilton da Silva    | BRA  | 16,07 PB  |
| 7     | Stanislaw Ionow    | RUS  | 16,03     |
| 8     | Ilja Jefremow      | RUS  | 15,93     |

20. August

Der zweitplatzierte Hugo Chila ging als Weltjahresbester (16,55 m) in den Wettkampf und hatte im Finale mit Abstand die beste Sprungserie: drei Sprünge um die 16,40 m und weiter. Jedoch wuchs der Franzose Benjamin Compaoré über sich hinaus. Nachdem er bereits in der Qualifikation mit 16,34 m seine persönliche Bestleistung eingestellt hatte, sprang er in seinem dritten Sprung im Finale zu einer neuen Weltjahresbestleistung und verbesserte seine Bestleistung um 27 cm. Darauf konnte der Ecuadorianer Chila nicht mehr kontern. Der deutsche Teilnehmer Nico Bayer konnte in der Qualifikation seine persönliche Bestleistung um 5 cm (auf 15,69 m) verbessern und erreichte somit das Finale der besten 12. Das Finale der besten acht war für ihn jedoch nicht zu erreichen, zumal er nur einen gültigen (15,43 m, mit 1,3 m/s Gegenwind) von drei Versuchen setzen konnte.

### Kugelstoßen
| Platz | Athlet                 | Land | Weite (m) |
| ----- | ---------------------- | ---- | --------- |
| 1     | Margus Hunt            | EST  | 20,53 WJL |
| 2     | Mostafa Abdul el-Moaty | EGY  | 20,14     |
| 3     | Guo Yanxiang           | CHN  | 19,97     |
| 4     | John Hickey            | USA  | 19,86 PB  |
| 5     | Meshari Suroor Saad    | KUW  | 19,79 NJR |
| 6     | Carlos Véliz           | CUB  | 19,76     |
| 7     | Sourabh Vij            | IND  | 19,75     |
| 8     | Paulius Luožys         | LTU  | 19,24     |

19. August
Kugelgewicht: 6 kg

### Diskuswurf
| Platz | Athlet              | Land | Weite (m) |
| ----- | ------------------- | ---- | --------- |
| 1     | Margus Hunt         | EST  | 67,32 WJR |
| 2     | Mohammad Samimi     | IRI  | 63,00 NJR |
| 3     | Martin Wierig       | GER  | 62,17 PB  |
| 4     | Nikolai Sedjuk      | RUS  | 62,00     |
| 5     | Jorge Y. Fernández  | CUB  | 59,55     |
| 6     | Mihai Grasu         | ROU  | 59,39     |
| 7     | Martin Wischer      | GER  | 56,73     |
| 8     | Egidijus Petrauskas | LTU  | 56,65     |

16. August
Diskusgewicht: 1,75 kg

### Hammerwurf
| Platz | Athlet             | Land | Weite (m) |
| ----- | ------------------ | ---- | --------- |
| 1     | Jewgeni Aidamirow  | RUS  | 78,42 CR  |
| 2     | Kristóf Németh     | HUN  | 78,39     |
| 3     | Marcel Lomnický    | SVK  | 77,06 NJR |
| 4     | Juryj Schajunou    | BLR  | 76,95 NJR |
| 5     | Anatoli Pozdnjakow | RUS  | 76,09     |
| 6     | Qi Dakai           | CHN  | 75,97 NJR |
| 7     | Benjamin Hedermann | GER  | 73,80 PB  |
| 8     | Walter Hennig      | USA  | 71,90     |

18. August
Hammergewicht: 6 kg

### Speerwurf
| Platz | Athlet                 | Land | Weite (m) |
| ----- | ---------------------- | ---- | --------- |
| 1     | John Robert Oosthuizen | RSA  | 83,07 CR  |
| 2     | Ari Mannio             | FIN  | 77,26     |
| 3     | Roman Awramenko        | UKR  | 76,01 PB  |
| 4     | Víctor Fatecha         | PAR  | 75,64 NJR |
| 5     | Li Yu                  | CHN  | 75,35     |
| 6     | Yervásios Filippídis   | GRE  | 73,58 SB  |
| 7     | Leslie Copeland        | FIJ  | 73,13 NJR |
| 8     | James Campbell         | GBR  | 71,07     |

19. August

### Zehnkampf
| Platz | Athlet                 | Land | Punkte   |
| ----- | ---------------------- | ---- | -------- |
| 1     | Arkadi Wassiljew       | RUS  | 8059 CR  |
| 2     | Yordani García         | CUB  | 7850 NJR |
| 3     | Jordan Vandermade      | NZL  | 7807 NJR |
| 4     | Sergei Dorofeew        | RUS  | 7518 PB  |
| 5     | Zhu Hengjun            | CHN  | 7496 PB  |
| 6     | Luiz Alberto de Araújo | BRA  | 7472 NJR |
| 7     | Aigar Kukk             | EST  | 7450 NJR |
| 8     | Eelco Sintnicolaas     | NED  | 7416 PB  |

16./17. August
 Gerätegewicht im Kugelstoßen: 6 kg; Hürdenhöhe beim 110-Meter-Hürdenlauf: 99 cm; Gerätegewicht im Diskuswurf: 1,75 kg

## Frauen

### 100 m
| Platz | Athletin            | Land | Zeit (s) |
| ----- | ------------------- | ---- | -------- |
| 1     | Tesdschan Naimowa   | BUL  | 11,28    |
| 2     | Gabby Mayo          | USA  | 11,42    |
| 3     | Carrie Russell      | JAM  | 11,42    |
| 4     | Asha Philip         | GBR  | 11,48    |
| 5     | Alexandria Anderson | USA  | 11,49    |
| 6     | Lina Grinčikaitė    | LTU  | 11,49    |
| 7     | Franciela Krasucki  | BRA  | 11,71    |
| 8     | Céline Distel       | FRA  | 11,75    |

Wind: −0,8 m/s

### 200 m
| Platz | Athletin          | Land | Zeit (s) |
| ----- | ----------------- | ---- | -------- |
| 1     | Tesdschan Naimowa | BUL  | 22,99 PB |
| 2     | Vanda Gomes       | BRA  | 23,59 SB |
| 3     | Ewelina Klocek    | POL  | 23,63 PB |
| 4     | Wang Jing         | CHN  | 23,68 PB |
| 5     | Gabrielle Mayo    | USA  | 23,84    |
| 6     | Anastasia Le-Roy  | JAM  | 23,88    |
| 7     | Jeneba Tarmoh     | USA  | 23,96    |
| 8     | Sheniqua Ferguson | BAH  | 24,03    |

Wind: −0,9 m/s

### 400 m
| Platz | Athletin          | Land | Zeit (s)  |
| ----- | ----------------- | ---- | --------- |
| 1     | Danijela Grgić    | CRO  | 50,78 WJL |
| 2     | Sonita Sutherland | JAM  | 51,42     |
| 3     | Nawal El Jack     | SUD  | 51,67 SB  |
| 4     | Ksenia Zadorina   | RUS  | 51,99     |
| 5     | Jessica Beard     | USA  | 52,51     |
| 6     | Sekinat Adesanya  | NGR  | 52,71     |
| 7     | Li Xueji          | CHN  | 52,84     |
| 8     | Folasade Abugan   | NGR  | 52,87     |

### 800 m
| Platz | Athletin                 | Land | Zeit (s)   |
| ----- | ------------------------ | ---- | ---------- |
| 1     | Olga Cristea             | MDA  | 2:04,52 SB |
| 2     | Winny Chebet             | KEN  | 2:04,59 PB |
| 3     | Rebekah Noble            | USA  | 2:04,90    |
| 4     | Natalija Lupu            | UKR  | 2:05,05    |
| 5     | Anschelika Schewtschenko | UKR  | 2:05,23    |
| 6     | Alexandra Uwarowa        | RUS  | 2:05,43    |
| 7     | Aïcha Rezig              | ALG  | 2:06,22    |
| 8     | Elizet Banda             | ZAM  | 2:07,71    |

### 1500 m
| Platz | Athletin            | Land | Zeit (s)    |
| ----- | ------------------- | ---- | ----------- |
| 1     | Irene Jelagat       | KEN  | 4:08,88 PB  |
| 2     | Mercy Jelimo Kosgei | KEN  | 4:12,48     |
| 3     | Yuriko Kobayashi    | JPN  | 4:12,88     |
| 4     | Emebt Etea          | ETH  | 4:12,94     |
| 5     | Meraf Bahta         | ERI  | 4:16,01 PB  |
| 6     | Azra Eminovic       | SRB  | 4:16,20 NJR |
| 7     | Tereza Capková      | CZE  | 4:16,37 PB  |
| 8     | Stephanie Twell     | GBR  | 4:16,58     |

Denise Krebs  Deutschland schied im Vorlauf aus.

### 3000 m
| Platz | Athletin                    | Land | Zeit (s)   |
| ----- | --------------------------- | ---- | ---------- |
| 1     | Veronica Nyaruai            | KEN  | 9:02,90 SB |
| 2     | Pauline Chemning Korikwiang | KEN  | 9:05,21    |
| 3     | Song Liwei                  | CHN  | 9:06,35 PB |
| 4     | Belaynesh Zemedkun          | ETH  | 9:10,92 PB |
| 5     | Wiktoria Iwanowa            | RUS  | 9:11,96 PB |
| 6     | Rie Takayoshi               | JPN  | 9:13,15 PB |
| 7     | Barbara Maveau              | BEL  | 9:13,87 PB |
| 8     | Marta Romo                  | ESP  | 9:13,98 PB |

### 5000 m
| Platz | Athletin                | Land | Zeit (s)     |
| ----- | ----------------------- | ---- | ------------ |
| 1     | Xue Fei                 | CHN  | 15:31,61 PB  |
| 2     | Florence Jebet Kiplagat | KEN  | 15:32,34 PB  |
| 3     | Mary Wacera Ngugi       | KEN  | 15:36,82 PB  |
| 4     | Bai Xue                 | CHN  | 15:337,12 SB |
| 5     | Wude Ayalew             | ETH  | 15:41,63     |
| 6     | Sian Edwards            | GBR  | 15:47,87     |
| 7     | Workitu Ayanu           | ETH  | 15:50,89     |
| 8     | Farida Makula           | TAN  | 16:07,24 NJR |

### 10 km Gehen
| Platz | Athletin           | Land | Zeit (s)    |
| ----- | ------------------ | ---- | ----------- |
| 1     | Liu Hong           | CHN  | 45:12,84 PB |
| 2     | Tatiana Shemtakina | RUS  | 45:34,41    |
| 3     | Anamaria Greceanu  | ROU  | 46:45,67 PB |
| 4     | Wera Sokolowa      | RUS  | 46:58,21 SB |
| 5     | Wolha Masuronak    | BLR  | 47:37,11 PB |
| 6     | Chai Xue           | CHN  | 48:09,51 PB |
| 7     | Federica Ferraro   | ITA  | 49:17,53    |
| 8     | Fumika Kiryu       | JPN  | 49:20,35    |

### 100 m Hürden
| Platz | Athletin            | Land | Zeit (s)  |
| ----- | ------------------- | ---- | --------- |
| 1     | Jekaterina Schtepa  | RUS  | 13,33 WJL |
| 2     | Christina Vukicevic | NOR  | 13,34 NJR |
| 3     | Tiffany Ofili       | USA  | 13,37 PB  |
| 4     | Aleksandra Fedoriwa | RUS  | 13,57     |
| 5     | Zara Hohn           | GBR  | 13,62 PB  |
| 6     | Natasha Ruddock     | JAM  | 13,82     |
| 7     | Kettiany Clarke     | JAM  | 14,00     |
|       | Shalina Clarke      | USA  | DNF       |

Wind: ±0,0 m/s

### 400 m Hürden
| Platz | Athletin             | Land | Zeit (s)  |
| ----- | -------------------- | ---- | --------- |
| 1     | Kaliese Spencer      | JAM  | 55,11 WJL |
| 2     | Nicole Leach         | USA  | 55,55     |
| 3     | Sherene Pinnock      | JAM  | 56,67 PB  |
| 4     | Muna Jabir Adam      | SUD  | 57,03     |
| 5     | Muizat Ajoke Odumosu | NGR  | 57,38     |
| 6     | Anastasija Ott       | RUS  | 57,47     |
| 7     | Ghofrane Mohamed     | SYR  | 58,49     |
| 8     | Perri Shakes-Drayton | GBR  | 59,37     |

### 3000 m Hindernis
| Platz | Athletin                   | Land | Zeit (min)   |
| ----- | -------------------------- | ---- | ------------ |
| 1     | Caroline Chepkurui Tuigong | KEN  | 9:40,95 CR   |
| 2     | Ancuța Bobocel             | ROU  | 9:46,19 AJR  |
| 3     | Mekdes Bekele              | ETH  | 9:48,67      |
| 4     | Poļina Jeļizarova          | LAT  | 9:58,76 NJR  |
| 5     | Karoline Bjerkeli Grøvdal  | NOR  | 10:00,44 NJR |
| 6     | Beatrice Jeruiyot Kirop    | KEN  | 10:10,99 PB  |
| 7     | Julia Hiller               | GER  | 10:11,67 PB  |
| 8     | Amy Fowler                 | USA  | 10:11,73     |

### 4 × 100 m Staffel
| Platz | Land                   | Athletinnen                                                                           | Zeit (s) |
| ----- | ---------------------- | ------------------------------------------------------------------------------------- | -------- |
| 1     | Vereinigte Staaten     | Jeneba Tarmoh Alexandria Anderson Elizabeth Olear Gabrielle Mayo                      | 43,49    |
| 2     | Frankreich             | Johanna Danois Émilie Gaydu Joëllie Baflan Souhou Cèline Distel                       | 44,20    |
| 3     | Jamaika                | Naffene Briscoe Anastasia Le-Roy Carrie Russell Schillonie Calvert                    | 44,22 SB |
| 4     | Brasilien              | Josiane Valentim Vanda Gomes Tatiane Ferraz Franciela Krasucki                        | 44,45    |
| 5     | Polen                  | Paulina Siemieniako Marika Popowicz Ewelina Klocek Agnieszka Ceglarek                 | 44,70 SB |
| 6     | Vereinigtes Königreich | Elaine O’Neill Hayley Jones Lucille Sargent Asha Philip                               | 44,74    |
| 7     | Russland               | Irina Blaschenkina Julia Kaschina Ekaterina Tatarinzewa Aleksandra Fedoriwa - Schpaer | 44,98    |
| 8     | Volksrepublik China    | Ma Xiaoyan Liang Qiuping Wang Jing Chen Jue                                           | 45,07    |

### 4 × 400 m Staffel
| Platz | Land                | Athletinnen                                                                           | Zeit (min)  |
| ----- | ------------------- | ------------------------------------------------------------------------------------- | ----------- |
| 1     | Vereinigte Staaten  | Jessica Beard Brandi Cross Sa'de Williams Nicole Leach                                | 3:29,01 WJL |
| 2     | Nigeria             | Folashade Abugan Muizat Ajoke Odumos Joy Eze Sekinat Adesanya                         | 3:30,84 AJR |
| 3     | Jamaika             | Latoya McDermott Sherene Pinnock Sonita Sutherland Kaliese Spencer                    | 3:31,62 SB  |
| 4     | Volksrepublik China | Chen Jumei Wang Hui Wen Xiujun Lin Xueji                                              | 3:31,62 AJR |
| 5     | Russland            | Nadeschda Sozontowa Anastasia Ott Polina Fominych Ksenia Zadorina                     | 3:33,21 SB  |
| 6     | Deutschland         | Desirée-Andree Meyer Sorina Nwachukwu Carolin Walter Janin Lindenberg                 | 3:36,49 SB  |
| 7     | Ukraine             | Hanna Plotizyna Anschelika Schewtschenko Natalija Lupu Olha Myhaylytschenko           | 3:36,97 SB  |
| 8     | Polen               | Katarzyna Szuba Agnieszka Sowinska-Leszczynska Edyta Madejewska Tina Polak Matusinska | 3:47,13     |

### Hochsprung
| Platz | Athletin             | Land | Höhe (m) |
| ----- | -------------------- | ---- | -------- |
| 1     | Svetlana Radzivil    | UZB  | 1,91 NJR |
| 2     | Zheng Xingjuan       | CHN  | 1,88     |
| 3     | Annett Engel         | GER  | 1,84     |
| 3     | Jekaterina Jewsejewa | KAZ  | 1,84     |
| 5     | Ebba Jungmark        | SWE  | 1,84     |
| 6     | Jennifer Klein       | GER  | 1,84 PB  |
| 7     | Viktoria Leks        | EST  | 1,84     |
| 8     | Erika Wiklund        | SWE  | 1,80     |

Dem Wettbewerb vorausgehend war die zweitplatzierte Chinesin Weltjahresbeste mit 1,92 m. Diese Höhe konnte sie aber bei den Weltmeisterschaften nicht bestätigen. In einem ausgesprochen knappen Wettkampf war die Usbekin Radzivil die einzige, die über 1,91 m sprang (im zweiten Versuch) und damit gleichzeitig einen neuen Junioren-Landesrekord aufstellte. Die 19-jährige Deutsche Annett Engel platzierte sich zusammen mit der Kasachin Jewsejewa auf Platz drei. Beide hatten dieselbe Sprungserie – nur ganz knapp riss Engel den dritten Versuch über 1,88 m. Für die Deutsche war es die zweite internationale Medaille, nachdem sie bei den U18-WM vor drei Jahren bereits Silber gewann.
In der Qualifikation stellte die Portugiesin Marisa Anselmo mit übersprungenen 1,81 m einen neuen Junioren-Landesrekord, was jedoch für den Finaleinzug nicht reichte.

### Stabhochsprung
| Platz | Athletin       | Land | Höhe (m) |
| ----- | -------------- | ---- | -------- |
| 1     | Zhou Yang      | CHN  | 4,30 PB  |
| 2     | Tina Šutej     | SLO  | 4,25 NJR |
| 3     | Vicky Parnov   | AUS  | 4,20     |
| 4     | Waleria Wolik  | RUS  | 4,10     |
| 5     | Chloé Mourand  | FRA  | 4,10     |
| 6     | Minna Nikkanen | FIN  | 4,10     |
| 7     | Tomomi Abiko   | JPN  | 3,90     |
| 8     | Tori Anthony   | USA  | 3,90     |

Erstaunlich in diesem Wettbewerb waren der dritte Platz der erst 15-jährigen Australierin Vicky Parnov sowie der Junioren-Landesrekord der zweitplatzierten Slowenin. Die 16-jährige Waleria Wolik, die am 8. Juli 2006 einen neuen Jugend-Weltrekord (4,40 m) aufgestellt hatte, konnte diese Form nicht wieder bestätigen. Eine von zwei Österreicherinnen bei diesen WM war Daniela Höllwarth, die mit 3,80 m eine solide Leistung ablieferte, jedoch nicht ins Finale einzog und im Gesamtklassement auf Rang 19 kam.
Die Dänin Iben Høgh-Pedersen stellte mit 3,80 m zwar einen neuen dänischen Junioren-Landesrekord auf, konnte aber damit nicht ins Finale einziehen.

### Weitsprung
| Platz | Athletin         | Land | Weite (m) |
| ----- | ---------------- | ---- | --------- |
| 1     | Rhonda Watkins   | TRI  | 6,46      |
| 2     | Anika Leipold    | GER  | 6,42      |
| 3     | Zhang Yuan       | CHN  | 6,41      |
| 4     | Charlène Quernel | FRA  | 6,37 PB   |
| 5     | Jessica Penney   | NZL  | 6,37 PB   |
| 6     | Cornelias Deiac  | ROU  | 6,33      |
| 7     | Ivana Španović   | SER  | 6,23 NJR  |
| 8     | Noora Pesola     | FIN  | 6,17 PB   |

Die aus Trinidad und Tobago stammende Rhonda Watkins war als weltjahresbeste Juniorin in den Wettkampf gegangen. Nachdem sie souverän die Qualifikation zwei Tage zuvor (6,47 m) für sich entscheiden konnte, wiederholte sie eine ähnliche Leistung im Endkampf und war die verdiente Siegerin. Die deutsche Starterin Anika Leipold war fünf Tage vorher noch krank gewesen, ging geschwächt in die Qualifikation und qualifizierte sich als Neunte. Im Finale lag sie vor dem letzten Sprung noch auf Rang fünf, konnte sich dann aber noch einmal steigern und landete einen Zentimeter vor der Chinesin auf dem zweiten Platz.

### Dreisprung
| Platz | Athletin          | Land | Weite (m) |
| ----- | ----------------- | ---- | --------- |
| 1     | Kaire Leibak      | EST  | 14,43 WJL |
| 2     | Sha Li            | CHN  | 14,01 PB  |
| 3     | Lilija Kulyk      | UKR  | 14,01 PB  |
| 4     | Patrícia Mamona   | POR  | 13,37 NJR |
| 5     | Haoua Kessely     | FRA  | 13,35 PB  |
| 6     | Cristina Bujin    | ROU  | 13,35     |
| 7     | Natallja Wjatkina | BLR  | 13,35 PB  |
| 8     | Ruth Ndoumbe      | ESP  | 13,23 NJR |

### Kugelstoßen
| Platz | Athletin          | Land | Weite (m) |
| ----- | ----------------- | ---- | --------- |
| 1     | Melissa Boekelman | NED  | 17,66 WJL |
| 2     | Denise Hinrichs   | GER  | 17,35     |
| 3     | Irina Tarassowa   | RUS  | 17,11 PB  |
| 4     | Simoné du Toit    | RSA  | 16,95 AJR |
| 5     | Liu Yingpan       | CHN  | 16,73     |
| 6     | Li Li             | CHN  | 16,34     |
| 7     | Daniele Samuels   | AUS  | 15,71     |
| 8     | Rocío Comba       | ARG  | 15,55     |

### Diskuswurf
| Platz | Athletin           | Land | Weite (m) |
| ----- | ------------------ | ---- | --------- |
| 1     | Daniele Samuels    | AUS  | 60,63 WJL |
| 2     | Pan Saili          | CHN  | 57,40 SB  |
| 3     | Tan Jian           | CHN  | 56,09     |
| 4     | Annelies Peetroons | BEL  | 54,42 NJR |
| 5     | Rocío Comba        | ARG  | 52,42     |
| 6     | Simoné du Toit     | RSA  | 52,39     |
| 7     | Ionela Vartolomei  | ROU  | 49,67     |
| 8     | Yueh-Ching Chou    | TPE  | 49,61 PB  |

### Hammerwurf
| Platz | Athletin            | Land | Weite (m) |
| ----- | ------------------- | ---- | --------- |
| 1     | Bianca Perie        | ROU  | 67,38 CR  |
| 2     | Anna Bulgakowa      | RUS  | 65,73     |
| 3     | Hao Shuai           | CHN  | 64,26     |
| 4     | Zalina Marghieva    | MDA  | 63,24     |
| 5     | Alicja Filipkowska  | POL  | 62,67     |
| 6     | Natallia Schajunowa | BLR  | 61,43     |
| 7     | Karolina Pedersen   | SWE  | 60,19     |
| 8     | Annika Nurminen     | FIN  | 59,81     |

### Speerwurf
| Platz | Athletin             | Land | Weite (m) |
| ----- | -------------------- | ---- | --------- |
| 1     | Sandra Schaffarzik   | GER  | 60,45 CR  |
| 2     | Wira Rebryk          | UKR  | 57,79 NJR |
| 3     | Marharyta Doroschon  | UKR  | 57,68 PB  |
| 4     | Zhang Li             | CHN  | 57,52     |
| 5     | Maryna Buksa         | BLR  | 56,67 PB  |
| 6     | Sinta Ozoliņa-Kovale | LAT  | 56,38 PB  |
| 7     | Vivian Zimmer        | GER  | 54,67     |
| 8     | Li Lingwei           | CHN  | 54,26     |

### Siebenkampf
| Platz | Athletin           | Land | Punkte   |
| ----- | ------------------ | ---- | -------- |
| 1     | Tatjana Tschernowa | RUS  | 6227 WJL |
| 2     | Ida Marcussen      | NOR  | 6020 NJR |
| 3     | Jana Panteljewa    | RUS  | 5979     |
| 4     | Irina Ilkewytsch   | UKR  | 5952 NJR |
| 5     | Diana Rach         | GER  | 5760     |
| 6     | Jade Surman        | GBR  | 5538 PB  |
| 7     | Song Lijuan        | CHN  | 5496     |
| 8     | Eliška Klučinová   | CZE  | 5468 PB  |

## Abkürzungen
- WR = Weltrekord
- WU20R = U20-Weltrekord
- OR = olympischer Rekord
- YOR = olympischer Jugendrekord
- AR = Kontinentalrekord
- AU20R = U20-Kontinentalrekord
- NR = nationaler Rekord
- NU20R = nationaler U20-Rekord
- CR = Meisterschaftsrekord
- MR = Veranstaltungsrekord
- WB = Weltbestleistung
- WU20B = U20-Weltbestleistung
- WU18B = U18-Weltbestleistung
- AB = Kontinentalbestleistung
- AU20B = U20-Kontinentalbestleistung
- AU18B = U18-Kontinentalbestleistung
- NB = nationale Bestleistung
- NU20B = nationale U20-Bestleistung
- NU18B = nationale U18-Bestleistung
- PB = persönliche Bestleistung
- SB = persönliche Saisonbestleistung
- QB = Qualifikationsbestleistung
- WL = Weltjahresbestleistung
- WU20L = U20-Weltjahresbestleistung
- WU18L = U18-Weltjahresbestleistung
- DSQ = disqualifiziert (engl. Disqualified)
- DNS = Wettkampf nicht angetreten (engl. Did Not Start)
- DNF = Wettkampf nicht beendet (engl. Did Not Finish)

## Medaillenspiegel
| Medaillenspiegel (Endstand nach 44 Entscheidungen) | Medaillenspiegel (Endstand nach 44 Entscheidungen) | Medaillenspiegel (Endstand nach 44 Entscheidungen) | Medaillenspiegel (Endstand nach 44 Entscheidungen) | Medaillenspiegel (Endstand nach 44 Entscheidungen) | Medaillenspiegel (Endstand nach 44 Entscheidungen) |
| Platz                                              | Land                                               | Gold                                               | Silber                                             | Bronze                                             | Gesamt                                             |
| -------------------------------------------------- | -------------------------------------------------- | -------------------------------------------------- | -------------------------------------------------- | -------------------------------------------------- | -------------------------------------------------- |
| 01                                                 | Kenia                                              | 6                                                  | 7                                                  | 2                                                  | 15                                                 |
| 02                                                 | Volksrepublik China                                | 5                                                  | 5                                                  | 7                                                  | 17                                                 |
| 03                                                 | Vereinigte Staaten                                 | 4                                                  | 5                                                  | 2                                                  | 11                                                 |
| 04                                                 | Russland                                           | 4                                                  | 3                                                  | 3                                                  | 10                                                 |
| 05                                                 | Estland                                            | 4                                                  | 0                                                  | 0                                                  | 4                                                  |
| 06                                                 | Jamaika                                            | 2                                                  | 1                                                  | 5                                                  | 8                                                  |
| 07                                                 | Äthiopien                                          | 2                                                  | 1                                                  | 1                                                  | 4                                                  |
| 08                                                 | Australien                                         | 2                                                  | 0                                                  | 1                                                  | 3                                                  |
| 09                                                 | Bulgarien                                          | 2                                                  | 0                                                  | 0                                                  | 2                                                  |
| 09                                                 | Trinidad und Tobago                                | 2                                                  | 0                                                  | 0                                                  | 2                                                  |
| 11                                                 | Deutschland                                        | 1                                                  | 2                                                  | 2                                                  | 5                                                  |
| 12                                                 | Frankreich                                         | 1                                                  | 2                                                  | 0                                                  | 3                                                  |
| 13                                                 | Rumänien                                           | 1                                                  | 1                                                  | 1                                                  | 3                                                  |
| 14                                                 | Vereinigtes Königreich                             | 1                                                  | 0                                                  | 4                                                  | 5                                                  |
| 15                                                 | Polen                                              | 1                                                  | 0                                                  | 1                                                  | 2                                                  |
| 16                                                 | Argentinien                                        | 1                                                  | 0                                                  | 0                                                  | 1                                                  |
| 16                                                 | Kroatien                                           | 1                                                  | 0                                                  | 0                                                  | 1                                                  |
| 16                                                 | Moldau                                             | 1                                                  | 0                                                  | 0                                                  | 1                                                  |
| 16                                                 | Niederlande                                        | 1                                                  | 0                                                  | 0                                                  | 1                                                  |
| 16                                                 | Südafrika                                          | 1                                                  | 0                                                  | 0                                                  | 1                                                  |
| 16                                                 | Usbekistan                                         | 1                                                  | 0                                                  | 0                                                  | 1                                                  |
| 22                                                 | Kanada                                             | 0                                                  | 2                                                  | 0                                                  | 2                                                  |
| 22                                                 | Norwegen                                           | 0                                                  | 2                                                  | 0                                                  | 2                                                  |
| 24                                                 | Ukraine                                            | 0                                                  | 1                                                  | 5                                                  | 6                                                  |
| 25                                                 | Ägypten                                            | 0                                                  | 1                                                  | 0                                                  | 1                                                  |
| 25                                                 | Brasilien                                          | 0                                                  | 1                                                  | 0                                                  | 1                                                  |
| 25                                                 | Ecuador                                            | 0                                                  | 1                                                  | 0                                                  | 1                                                  |
| 25                                                 | Finnland                                           | 0                                                  | 1                                                  | 0                                                  | 1                                                  |
| 25                                                 | Iran                                               | 0                                                  | 1                                                  | 0                                                  | 1                                                  |
| 25                                                 | Israel                                             | 0                                                  | 1                                                  | 0                                                  | 1                                                  |
| 25                                                 | Kuba                                               | 0                                                  | 1                                                  | 0                                                  | 1                                                  |
| 25                                                 | Marokko                                            | 0                                                  | 1                                                  | 0                                                  | 1                                                  |
| 25                                                 | Nigeria                                            | 0                                                  | 1                                                  | 0                                                  | 1                                                  |
| 25                                                 | Saudi-Arabien                                      | 0                                                  | 1                                                  | 0                                                  | 1                                                  |
| 25                                                 | Slowenien                                          | 0                                                  | 1                                                  | 0                                                  | 1                                                  |
| 25                                                 | Ungarn                                             | 0                                                  | 1                                                  | 0                                                  | 1                                                  |
| 37                                                 | Bahrain                                            | 0                                                  | 0                                                  | 2                                                  | 2                                                  |
| 37                                                 | Japan                                              | 0                                                  | 0                                                  | 2                                                  | 2                                                  |
| 39                                                 | Griechenland                                       | 0                                                  | 0                                                  | 1                                                  | 1                                                  |
| 39                                                 | Kasachstan                                         | 0                                                  | 0                                                  | 1                                                  | 1                                                  |
| 39                                                 | Marokko                                            | 0                                                  | 0                                                  | 1                                                  | 1                                                  |
| 39                                                 | Neuseeland                                         | 0                                                  | 0                                                  | 1                                                  | 1                                                  |
| 39                                                 | Slowakei                                           | 0                                                  | 0                                                  | 1                                                  | 1                                                  |
| 39                                                 | Sudan                                              | 0                                                  | 0                                                  | 1                                                  | 1                                                  |
| 39                                                 | Uganda                                             | 0                                                  | 0                                                  | 1                                                  | 1                                                  |
| Gesamt                                             | Gesamt                                             | 44                                                 | 44                                                 | 45                                                 | 133                                                |